# 长花剪股颖
长花剪股颖（学名：Agrostis hookeriana var. longiflora）为禾本科剪股颖属下的一个变种。